# Apački jezici
Apački jezici (ISO 639: apa), naziv za jezike kojima se služe apačka plemena na jugozapadu SAD-a, u Arizoni, Novom Meksiku i Oklahomi, to su Chiricahua, Jicarilla, Mescalero, Lipan, Kiowa Apache, Zapadni Apači (Coyotero) i Navaho, koji su Apačima nekada činili jedan narod.
Ovi jezici ponekad se nazivaju i južnoatapaskanski